# Michael Jackson’s Vision
«Michael Jackson’s Vision» — трёхдисковое коллекционное издание видеоклипов Майкла Джексона. Релиз состоялся 22 ноября 2010 года.

## Об альбоме
Сборник состоит из трёх DVD-дисков, включающих в себя полное собрание всех 40 видеоклипов Джексона (в том числе 10 никогда ранее не издававших на цифровых носителях) и 60-страничный буклет в твёрдом переплёте, состоящий из никогда ранее не публиковавшихся фотографий со съёмок клипов разных лет из личного архива Джексона.

## Список композиций
Диск 1
| №   | Название                         | Длительность |
| --- | -------------------------------- | ------------ |
| 1.  | «Don't Stop 'til You Get Enough» |              |
| 2.  | «Rock with You»                  |              |
| 3.  | «She's Out of My Life»           |              |
| 4.  | «Billie Jean»                    |              |
| 5.  | «Beat It»                        |              |
| 6.  | «Thriller»                       |              |
| 7.  | «Bad»                            |              |
| 8.  | «The Way You Make Me Feel»       |              |
| 9.  | «Man in the Mirror»              |              |
| 10. | «Dirty Diana»                    |              |
| 11. | «Smooth Criminal»                |              |
| 12. | «Another Part of Me»             |              |
| 13. | «Speed Demon»                    |              |
| 14. | «Come Together»                  |              |
| 15. | «Leave Me Alone»                 |              |
| 16. | «Liberian Girl»                  |              |

Диск 2
| №   | Название                   | Длительность |
| --- | -------------------------- | ------------ |
| 1.  | «Black or White»           |              |
| 2.  | «Remember the Time»        |              |
| 3.  | «In the Closet»            |              |
| 4.  | «Jam»                      |              |
| 5.  | «Heal the World»           |              |
| 6.  | «Give In to Me»            |              |
| 7.  | «Who Is It»                |              |
| 8.  | «Will You Be There»        |              |
| 9.  | «Gone Too Soon»            |              |
| 10. | «Scream»                   |              |
| 11. | «Childhood»                |              |
| 12. | «You Are Not Alone»        |              |
| 13. | «Earth Song»               |              |
| 14. | «They Don't Care About Us» |              |
| 15. | «Stranger in Moscow»       |              |
| 16. | «Blood on the Dance Floor» |              |
| 17. | «Ghosts»                   |              |
| 18. | «You Rock My World»        |              |
| 19. | «Cry»                      |              |

Бонус Диск
| №  | Название                                      | Длительность |
| -- | --------------------------------------------- | ------------ |
| 1. | «Blame It on the Boogie (feat. The Jacksons)» |              |
| 2. | «Enjoy Yourself (feat. The Jacksons)»         |              |
| 3. | «Can You Feel It (feat. The Jacksons)»        |              |
| 4. | «Say Say Say (feat. Paul McCartney)»          |              |
| 5. | «They Don't Care About Us (Prison version)»   |              |
| 6. | «Why (feet. 3T)»                              |              |
| 7. | «One More Chance»                             |              |

## Изменения
Некоторые музыкальные клипы были изменены и отличаются от их предыдущих коммерческих релизов.
- "Billie Jean" – пятна, которые появляется у ног Джексона во время танцевальной сцены, были убраны.
- "Bad" – полная 18-минутная версия с финальными титрами.
- "The Way You Make Me Feel" – 9-минутная версия. Слышны хрипы и дополнительные звуки, издаваемые Джексоном.
- "Smooth Criminal" – это 9-минутная версия, включённая в HIStory on Film, Volume II, которая, в свою очередь, была основана на сегменте "Smooth Criminal" из фильма Лунная походка.
- "Speed Demon" – строки внизу экрана, которые выглядят так, как будто это снято на видеокассету, кратко видны в конце.
- "Black or White" – представлена оригинальная версия без расистских граффити, нанесенных на окна автомобиля и дверь магазина.
- "Jam" – звук "ху" перед тем, как Майкл Джордан передает мяч Майклу Джексону, не слышен.
- "Heal the World" – добавлено вступление, которое можно увидеть в Dangerous: The Short Films.
- В "Who Is It" некоторые части инструментала изменены по сравнению с предыдущим релизом.
- "Will You Be There" – видео не то, что на странице Майкла Джексона на YouTube. Это альтернативная версия того, что было в Dangerous: The Short Films: в начале отсутствует несколько секунд аудиодорожки, а концовка отличается от ранее выпущенной, поскольку к Джексону не спускается ангел. Вместо этого он поет сам по себе.
- "Gone Too Soon" – это версия, опубликованная на странице Майкла Джексона на YouTube, а не та, что была выпущена ранее в видео-альбоме Dangerous: The Short Films.
- "Scream" – это версия со словом "fucking" и средним пальцем Джанет без цензуры.
- "You Are Not Alone" – это версия без обнаженного Джексона с ангельскими крыльями за спиной.
- "Earth Song" – большинство звуковых эффектов приглушены, а финальное сообщение не отображается.
- "Blood on the Dance Floor" – оригинальная версия трека заменена на микс «Refugee Camp mix», как на диске HIStory on Film, Volume II.
- "Ghosts" – это урезанная 3½-минутная правка одноименного фильма.
- "You Rock My World" – представлена полная 13-минутная версия вместе с оригинальными титрами.
- "Can You Feel It" – включает финальные титры.
- "They Don't Care About Us (Prison Version)" – содержит оговорку в начале и сцены, отличные от тех, что были в первой трансляции по телевидению.